# Volcán Everman
Volcán Everman är en vulkan i Mexiko.   Den ligger i delstaten Colima, i den sydvästra delen av landet, 1 200 km väster om huvudstaden Mexico City. Toppen på Volcán Everman är 1 030 meter över havet. Volcán Everman ligger på Socorroön.
Terrängen runt Volcán Everman är huvudsakligen kuperad. Volcán Everman är den högsta punkten i trakten. Trakten runt Volcán Everman är nära nog obefolkad, med mindre än två invånare per kvadratkilometer. Det finns inga samhällen i närheten. Omgivningarna runt Volcán Everman är en mosaik av jordbruksmark och naturlig växtlighet.